# Sommer-Paralympics 2008/Teilnehmer (Marokko)
| stlisierte Goldmedaille | stlisierte Silbermedaille | stlisierte Bronzemedaille |
| ----------------------- | ------------------------- | ------------------------- |
| 4                       | 1                         | 2                         |

Marokko nahm mit 18 Sportlern an den Sommer-Paralympics 2008 im chinesischen Peking teil.
Fahnenträger beim Einmarsch der Mannschaften war der Leichtathlet Abdelillah Mame. Erfolgreichste Sportlerin war die Leichtathletin Sanaa Benhama mit drei Goldmedaillen in den Disziplinen 100 Meter, 200 Meter und 400 Meter in der Klasse T13.

## Teilnehmer nach Sportart

### Leichtathletik
Frauen
- Sanaa Benhama, 3×  (100 Meter, 200 Meter, 400 Meter, Klasse T13)
- Leila el Garaa, 1×  (Kugelstoßen, Klasse F40)
- Najat el Garaa, 1×  (Diskuswerfen, Klasse F40)
- Hasnaa Moubal

Männer
- Ibrahimi Abouchari
- Rachid Ait Mala
- Youssef Benibrahim, 1×   (5000 Meter, Klasse T13)
- Mohamed el Garaa
- Ahmed Ferhat
- Fouad Hizraoui
- Abdelillah Mame, 1×  (800 Meter, KlasseT13)
- Driss Ouguerd
- Said Toumi
- Tarik Zalzouli

### Powerlifting (Bankdrücken)
Frauen
- Khadija Acem
- Malika Matar

Männer
- Abderrahim el Ammari
- Said Kalakh